# Jón Thoroddsen (Schriftsteller, 1818)

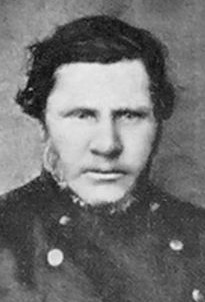
Jón Thoroddsen

Jón Þórðarson Thoroddsen (* 5. Oktober 1818 oder 1819 in Reykhólar; † 8. März 1868 in Leirá, Borgarfjarðarsýsla) war ein isländischer Schriftsteller. Sein 1850 veröffentlichtes Werk Piltur og stúlka gilt als der erste moderne Roman der isländischen Literatur. Außerdem schrieb er Gedichte.

## Leben
Jón war der Sohn des Fassbinders Þórður Thoroddsen. Er wuchs bei Freunden seines Vaters auf, unter anderem auf dem Hof Eyvindastaður bei Akureyri. Von 1837 bis 1840 besuchte er das Gymnasium in Bessastaðir. 1841 ging er nach Dänemark, wo er in Kopenhagen Rechtswissenschaft studierte. Dort war er mit Gísli Brynjúlfsson befreundet und gab gemeinsam mit diesem das politische Jahrbuch Norðurfari heraus. 1848 kämpfte er als Freiwilliger auf dänischer Seite im Schleswig-Holsteinischen Krieg. 1850 kehrte er nach Island zurück und wurde dort Verwaltungsbeamter, bis 1861 in Austur-Barðastrandarsýsla und später in Borgarfjarðarsýsla. Sein Sohn war der Geologe Þorvaldur Thoroddsen.

## Wirken
1848 veröffentlichte Jón  in dem Jahrbuch Norðufari die Erzählung Dálitil ferðasaga, die später unter dem Titel Die steinerne Frau auch ins Deutsche übersetzt wurde. Bekannt wurde er aber erst mit dem 1850 erschienenen Roman Piltur og stúlka. Dieser gilt als der erste moderne Roman der isländischen Literatur. Zwar hatte Jónas Hallgrímsson bereits 1835 an einem Roman mit dem Titel Grasaferð gearbeitet, dieser blieb jedoch unvollendet und wurde 1847 als Fragment veröffentlicht. Piltur og stúlka (dt.: Jüngling und Mädchen) war sehr erfolgreich und wurde mehrmals neu aufgelegt. Eine deutsche Übersetzung von Josef Calasanz Poestion erschien 1883 im Reclam-Verlag. 1890 erschien auch eine Übersetzung ins Englische, weiterhin wurde der Roman auch ins Dänische und ins Niederländische übersetzt. Thoroddsens zweiter Roman, Maður og kona, wurde erst nach seinem Tode unvollendet veröffentlicht.
Bekannt ist er darüber hinaus für seine volkstümlichen, humorvollen Gedichte, die in Anthologien und Zeitschriften veröffentlicht, aber erst postum gesammelt und in Buchform herausgegeben wurden.